# Trick (phim 1999)
Trick là một bộ phim hài lãng mạn có chủ đề đồng tính Mỹ năm 1999 của đạo diễn Jim Fall và có sự tham gia của Christian Campbell, John Paul Pitoc, Miss Coco Peru, và Tori Spelling. Được sản xuất độc lập bởi Eric d'Arbeloff, Ross Katz và Fall, bộ phim được viết bởi Jason Schafer. Trick được công chiếu tại Liên hoan phim Sundance vào tháng 1 năm 1999 và sau đó đã được phát hành tại sân khấu bởi Fine Line Features vào tháng 7.
Một phần tiếp theo được lên kế hoạch cho năm 2019.

## Nội dung
Gabriel, một văn phòng tạm thời vào ban ngày và là nhà soạn nhạc đầy tham vọng của Broadway vào ban đêm, giao tiếp bằng mắt với Mark, một vũ công go-go trong một quán bar đồng tính. Hai người gặp lại nhau trong tàu điện ngầm cùng một đêm, và quay lại chỗ của Gabriel để quan hệ tình dục. Họ bị cản trở trong nỗ lực đầu tiên bởi người bạn diễn viên đầy tham vọng của Gabriel, Kinda,
người bị ám ảnh bởi vai trò của cô trong việc chuyển thể Salomé trong nhà tù của phụ nữ, và sau đó là bạn cùng phòng của Gabriel, người trở về nhà với bạn gái Judy và có kế hoạch tương tự (và xung đột) với căn hộ.
Gabriel và Rich tranh cãi về việc ai trong số họ nên sử dụng căn hộ tối hôm đó, và quyết định giải quyết vấn đề bằng cách tung đồng xu. Khi Gabriel mất đồng xu và anh ta và Mark phải rời đi, Gabriel tìm bạn Perry để yêu cầu sử dụng vị trí của Perry. Thật không may, khi Perry hộ tống Gabriel và Mark ở đó, họ tình cờ gặp bạn trai cũ của Perry. Perry và người yêu cũ hòa giải đầy nước mắt và họ quay trở lại với Perry, làm Gabriel và Mark bực bội một lần nữa. Hai người sau đó quyết định đánh một câu lạc bộ đồng tính để nhảy. Ở đó, một drag queen độc hại, cô Coco, dồn Gabriel vào phòng vệ sinh. Cô ấy nói xấu Mark với Gabriel, nói với anh ấy về thời gian họ lừa – nghe rất giống cách Gabriel và Mark gặp nhau – và cách Mark đột ngột rời đi sau khi cao trào, để lại cho cô ấy một số điện thoại giả để khởi động. Bị nghiền nát bởi tin tức này, Gabriel quyết định cất cánh.
Mark theo Gabriel trở về căn hộ của anh ấy và Rich để nói chuyện – và cũng vì anh ấy đã để chìa khóa nhà ở đó. Họ đi vào để tìm chìa khóa và cố gắng nói ra những điều trong khi Judy làm trung gian, cởi trần. Mark khẳng định rằng trong khi anh ta thực sự lừa một lần với cô Coco, đó thực sự là người sau đó đã cố gắng lợi dụng anh ta bằng cách bí mật quay video cuộc gặp gỡ của họ mà không có sự đồng ý của Mark. Gabriel chấp nhận câu chuyện này, nhưng vẫn không tin Mark, vì vậy Mark bỏ đi một cách giận dữ. Judy sau đó tìm thấy chìa khóa của Mark và Gabriel đuổi theo Mark cùng họ xuống tàu điện ngầm. Ngay khi có vẻ như Mark đã biến mất mãi mãi,
anh xuất hiện trở lại; Rốt cuộc anh và Gabriel đã kết nối với nhau.
Sau khi hòa giải, họ quyết định kiếm một cái gì đó để ăn nhưng tình cờ gặp Kinda và một số người bạn trong nhà hát của cô tại một quán ăn, nơi Kinda tiến hành độc quyền cuộc trò chuyện. Cuối cùng Gabriel cũng giận dữ với cô ấy, và Kinda, bị sỉ nhục, tan chảy và bỏ đi trong sự hỗn loạn. Gabriel đuổi theo cô và xin lỗi; họ làm mọi việc suôn sẻ và Kinda và những người bạn của cô ấy khởi hành. Khi trời mới sáng, Mark cho Gabriel số điện thoại của anh, họ hôn nhau và Mark về nhà. Gabriel gọi số điện thoại trên một điện thoại thanh toán gần đó và cảm thấy nhẹ nhõm khi biết rằng đó là số thực tế của Mark. Trong khi họ không bao giờ tìm thấy một điểm để lừa, thay vào đó, Mark và Gabriel đã hình thành một mối quan hệ vừa chớm nở ngoài tình một đêm đơn giản mà lần đầu tiên họ cố gắng thực hiện.

## Diễn viễn
- Christian Campbell vai Gabriel
- John Paul Pitoc vai Mark
- Tori Spelling vai Katherine
- Brad Beyer vai Rich
- Lorri Bagley vai Judy
- Steve Hayes vai Perry
- Lacey Kohl vai Genevieve
- Kevin Chamberlin vai Người yêu cũ của Perry
- Clinton Leupp vai Miss Coco Peru
- Missi Pyle vai Nữ diễn viên với hoa

## Sản xuất
Được sản xuất độc lập, Trick đã được chọn để phân phối ở Bắc Mỹ bởi Fine Line Features ngay sau khi được trình chiếu tại Liên hoan phim Sundance vào tháng 1 năm 1999. Thỏa thuận "con số giữa sáu" đảm bảo phát hành sân khấu tại ít nhất ba thành phố.
Việc quay phim được hoàn thành trong vòng chưa đầy ba tuần vào tháng 8 năm 1998.

## Tiếp tân quan trọng
Roger Ebert đã viết, "Bộ phim áp đặt một câu chuyện trong Ngày Doris trên chất liệu muốn mang tính tình dục nhiều hơn; nó nói về một nhân vật có tính trinh tiết được bảo tồn thông qua một loạt các rủi ro và sự trùng hợp không thể xảy ra." Janet Maslin của tờ The New York Times bình luận: "Trick là một câu chuyện chàng trai gặp gỡ chàng trai dịu dàng, quản lý để kết hợp phong cách tán tỉnh của thời đại Doris vào tình một đêm của Làng Greenwich."

## Nhạc phim
1. "Dream Weaver" (Gary Wright) – Erin Hamilton
2. "Unspeakable Joy" (Kim English; Maurice Joshua) – Kim English
3. "Brand New Lover" (Alfred Hochstrasser; J. Parzen; Michael Momm) – Bibiche
4. "I Am Woman (Razor N' Guido Mix)" (Helen Reddy; Ray Burton) – Jessica Williams
5. "Someone to Hold" (Harvey L. Frierson, Jr.; Veronica) – Veronica
6. "Drama" (Peter Rauhofer) – Kim Cooper
7. "Maybe (Love'll Make Sense to Me)" (Jeff Krassner; S. Faber) – Jeff Krassner
8. "Enter You" (Jason Schafer) – Tori Spelling
9. "¿Como Te Gusta Mi Pinga?" (A. Chapman) – Steve Hayes
10. "I Am Woman* (Dance Mix)" (Helen Reddy; Ray Burton) – Jessica Williams
11. "Trick of Fate/Enter You (Finale) [Instrumental]" (Jason Schafer)
12. "Trick of Fate" (David Friedman) – Valerie Pinkston

## Giải thưởng
| Năm  | Giải thưởng                          | Lễ hội                        | Thể loại                                                    | Kết quả   |
| ---- | ------------------------------------ | ----------------------------- | ----------------------------------------------------------- | --------- |
| 1999 | Siegessäule Special Jury Teddy Award | Liên hoan phim quốc tế Berlin | Phim truyện                                                 | Đoạt giải |
| 1999 | Special Programming Committee Award  | Outfest                       | Outstanding Emerging Talent – Jim Fall                      | Đoạt giải |
| 1999 | Grand Jury Prize                     | Sundance Film Festival        | Kịch                                                        | Đề cử     |
| 2000 | Golden Satellite Award               | 4th Golden Satellite Awards   | Best Supporting Actress – Musical or Comedy – Tori Spelling | Đề cử     |

## Phần tiếp theo
Trong một cuộc phỏng vấn AfterElton.com tháng 12 năm 2012, đạo diễn Fall đã tuyên bố rằng ông và nhà văn Schafer đang trong giai đoạn đầu phát triển phần tiếp theo của Trick. Fall cho biết bộ phim sẽ diễn ra 12 năm sau phần đầu tiên, với các nhân vật chính Gabriel và Mark - không ở cùng nhau vì họ "không thực sự phù hợp với nhau" - gặp lại và yêu nhau như những người đàn ông trưởng thành ở độ tuổi 40.
Fall đã công bố trong một bài đăng trên phương tiện truyền thông xã hội không công khai vào tháng 8 năm 2018 rằng kịch bản cho phần tiếp theo đã được hoàn thành và dự án đang tiến lên, với Coco Peru gắn liền với bạn diễn. Dự kiến phát hành vào năm 2019, bộ phim sẽ lấy bối cảnh ở Los Angeles. Fall sau đó nói với Out rằng Campbell, Pitoc, Spelling, Beyer và Hayes sẽ đảm nhận vai trò của họ trong Trick 2. Các diễn viên khác được công bố vào tháng 9 năm 2018 bao gồm Guillermo Diaz, Jimmy Fowlie, Tara Karsian, Arne Gjelten, Joe Arellano và Elizabeth Regensburger-Gonzalez.